# Gratte-Ciel (metrostation)
Gratte-Ciel is een metrostation aan lijn A van de metro van Lyon in de Franse stad Villeurbanne, een voorstad van Lyon. Dit station is geopend op 2 mei 1978, als lijn A in gebruik genomen wordt. De perrons van dit station liggen direct onder straatniveau en hebben als zodanig elk een aparte ingang.
Het station ligt onder de Cours Émile Zola, nabij de wijk Gratte-Ciel. Die wijk is gebouwd in 1934 en was de eerste hoogbouwwijk in Villeurbanne, waaraan zij ook haar naam ontleent (Gratte-ciel is Frans voor 'wolkenkrabber'). De woningen in deze hoogbouw waren bestemd voor sociale woningbouw en waren uitgerust met toentertijd modernste gemakken. Als dusdanig heeft de wijk dus een bepaald stedenbouwkundig belang.